# Бернардсвілл (Нью-Джерсі)
Бернардсвілл (англ. Bernardsville) — місто (англ. borough) в США, в окрузі Сомерсет штату Нью-Джерсі. Населення — 7893 особи (2020).

## Географія
Бернардсвілл розташований за координатами 40°43′49″ пн. ш. 74°35′33″ зх. д. / 40.73028° пн. ш. 74.59250° зх. д. (40.730387, -74.592571).  За даними Бюро перепису населення США в 2010 році місто мало площу 33,62 км², з яких 33,42 км² — суходіл та 0,19 км² — водойми.

### Клімат
| Клімат : Бернардсвілл                                         | Клімат : Бернардсвілл | Клімат : Бернардсвілл | Клімат : Бернардсвілл | Клімат : Бернардсвілл | Клімат : Бернардсвілл | Клімат : Бернардсвілл | Клімат : Бернардсвілл | Клімат : Бернардсвілл | Клімат : Бернардсвілл | Клімат : Бернардсвілл | Клімат : Бернардсвілл | Клімат : Бернардсвілл | Клімат : Бернардсвілл |
| Показник                                                      | Січ.                  | Лют.                  | Бер.                  | Квіт.                 | Трав.                 | Черв.                 | Лип.                  | Серп.                 | Вер.                  | Жовт.                 | Лист.                 | Груд.                 | Рік                   |
| Абсолютний максимум, °C                                       | 23,3                  | 24,4                  | 30,0                  | 34,4                  | 37,2                  | 38,3                  | 40,0                  | 40,6                  | 40,6                  | 33,3                  | 28,9                  | 22,8                  | 40,6                  |
| Середній максимум, °C                                         | 3,3                   | 5,0                   | 10,0                  | 16,1                  | 22,2                  | 26,7                  | 29,4                  | 28,3                  | 24,4                  | 17,8                  | 12,2                  | 5,6                   | 16,7                  |
| Середній мінімум, °C                                          | −7,8                  | −6,7                  | −2,8                  | 2,2                   | 7,8                   | 13,3                  | 16,1                  | 15,6                  | 11,1                  | 4,4                   | −0,6                  | −5                    | 4,0                   |
| Абсолютний мінімум, °C                                        | −26,7                 | −24,4                 | −18,3                 | −8,9                  | −3,3                  | 1,1                   | 6,7                   | 3,3                   | −1,7                  | −11,1                 | −15                   | −23,3                 | −26,7                 |
| Норма опадів, мм                                              | 91                    | 72                    | 100                   | 104                   | 110                   | 110                   | 123                   | 101                   | 108                   | 107                   | 91                    | 98                    | 1215                  |
| ------------------------------------------------------------- | --------------------- | --------------------- | --------------------- | --------------------- | --------------------- | --------------------- | --------------------- | --------------------- | --------------------- | --------------------- | --------------------- | --------------------- | --------------------- |
| Джерело: Weather.com (Monthly Averages for Bernardsville, NJ) |                       |                       |                       |                       |                       |                       |                       |                       |                       |                       |                       |                       |                       |

## Демографія
Згідно з переписом 2010 року, у селищі мешкало 7707 осіб у 2685 домогосподарствах у складі 2085 родин. Було 2871 помешкання
Расовий склад населення:
| - 91,4 % — білих - 3,3 % — азіатів - 0,9 % — чорних або афроамериканців - 0,1 % — вихідців з тихоокеанських островів - 0,1 % — корінних американців - 2,2 % — осіб інших рас |

До двох чи більше рас належало 2,1 %. Частка іспаномовних становила 11,7 % від усіх жителів.
За віковим діапазоном населення розподілялося таким чином: 28,6 % — особи молодші 18 років, 59,2 % — особи у віці 18—64 років, 12,2 % — особи у віці 65 років та старші. Медіана віку мешканця становила 41,1 року. На 100 осіб жіночої статі у селищі припадало 98,3 чоловіків;  на 100 жінок у віці від 18 років та старших — 95,3 чоловіків також старших 18 років.
Середній дохід на одне домашнє господарство  становив 206 277 доларів США (медіана — 114 444), а середній дохід на одну сім'ю — 251 133 долари (медіана — 150 595). Медіана доходів становила 86 113 долари для чоловіків та 63 750 доларів для жінок. За межею бідності перебувало 1,3 % осіб, у тому числі 0,1 % дітей у віці до 18 років та 2,5 % осіб у віці 65 років та старших.
Цивільне працевлаштоване населення становило 4041 осіб. Основні галузі зайнятості: освіта, охорона здоров'я та соціальна допомога — 20,8 %, фінанси, страхування та нерухомість — 19,4 %, науковці, спеціалісти, менеджери — 14,6 %, виробництво — 10,9 %.